# Láng Kálmán
Láng Kálmán, Lang Kálmán Antal Ottó (Kassa, 1879. október 13. – St. Michel, Osztrák tengermellék, 1915. október 21.) vasesztergályos, szociáldemokrata pártmunkás.

## Élete
Lang Antal kataszteri főmérnök és Vozáry Jozefa fiaként született. 1902. május 3-án Pécsett feleségül vette Laipám (Leipam) Annát. 19 éves kora óta tevékenykedett a munkásmozgalomban, 1905-ben és a következő évben az MSZDP újvidéki titkáraként tevékenykedett, ám a hatóságok elüldözték innen. 1912-ben a Weiss Manfréd gyár főbizalmijaként működött, ám mivel sztrájkot szervezett, eltávolították a gyár kötelékéből, és Csepelről is kitoloncolták. Az első világháború alatt a Lipták gyárba került, ám mivel bérmozgalmat szervezett, az olasz frontra irányították, ahol 1915 októberében meghalt.